# SWAT 3: Close Quarters Battle
SWAT 3: Close Quarters Battle è un videogioco di genere sparatutto in prima persona tattico prodotto e distribuito da Sierra Entertainment. Rappresenta il terzo episodio della serie SWAT. Il videogioco utilizza una grafica tridimensionale a differenza dei precedenti capitoli. Inoltre questo episodio abbandona completamente la serie Police Quest. Ispirato alle vere forze speciali della polizia americana, appunto gli SWAT.